# 哈尔滨科学技术大学

## 校史
哈尔滨科学技术大学是在黑龙江工学院基础上建立和发展的。
黑龙江工学院的前身是国家四部委所属的四所中等专科学校：
一是哈尔滨机器制造学校，始建于1952年，隶属第一机械工业部；
二是哈尔滨土木建筑工程学校，始建于1952年，1958年改名为哈尔滨冶金学校，隶属冶金工业部；
三是哈尔滨建筑工程学校，始建于1948年，隶属建筑工程部；
四是哈尔滨城市建筑工程学校，始建于1956年，隶属城市建设部。
1958年7月，黑龙江省教育工作会议讨论研究决定并报中共黑龙江省委批准，合并哈尔滨土木建筑工程学校和哈尔滨机器制造学校，建立黑龙江工学院，当年招生330人，学制定为四年。同年11月，经中共黑龙江省委批准，哈尔滨城市建设工程学校和哈尔滨建筑工程学校合并为黑龙江工学院土木建筑工程系。1959年1月13日，中共黑龙江省委决定成立中共黑龙江工学院委员会，黑龙江省副省长陈雷为黑龙江工学院第一任院长（兼）。
1960年黑龙江工学院附设工业学校部分改建为黑龙江建筑工程学校，现发展为黑龙江建筑职业技术学院。1963年黑龙江工学院附设工业学校原哈尔滨机械制造学校部分改建为哈尔滨机器制造学校，现发展为黑龙江职业学院。
1966年开始的文化大革命，正常教学科研秩序受到严重破坏。1970年春，根据上级指示，黑龙江工学院、哈尔滨电工学院与哈尔滨工业大学合并组建新的哈尔滨工业大学。
1978年原并入哈尔滨工业大学的黑龙江工学院的部分专业复校黑龙江工学院。
1978年3月，国务院批准，黑龙江工学院院更名为哈尔滨科学技术大学，隶属中国科学院和黑龙江省双重领导，以中科院为主，系部委直属的全国重点大学。经党中央批准，由中国科学院学部委员、我国著名光学专家、中科院长春光学机械研究所所长王大珩任哈尔滨科学技术大学校长，倪伟任哈尔滨科学技术大学党委书记。
1982年国家机关机构改革，国家仪器仪表工业总局与第一机械工业部、第八机械工业部合并成立机械工业部。同年8月25日，哈尔滨科学技术大学的隶属关系改由机械工业部领导。
1995年与哈尔滨电工学院、哈尔滨工业高等专科学校合并而成哈尔滨理工大学。